# Geszler Mária
Geszler Mária, később Geszler Mária Garzuly (Budapest, 1941. június 17. –) Kossuth-díjas magyar kerámiaművész. A Magyar Művészeti Akadémia Ipari tagozatának tagja (1995).

## Életútja
Geszler György zeneszerző leánya, édesanyja Timkó Mária. Tanulmányait Budapesten végezte. 1965-ben diplomázott az Iparművészeti Főiskolán kerámia szakon. Csekovszky Árpád volt a mestere. Pályakezdő éveit a hódmezővásárhelyi majolikagyárban töltötte (1965–1966) tervező keramikusi beosztásban, innen a magyarszombatfai kerámiavállalathoz ment szintén tervező keramikus beosztásba, azóta Szombathelyen él és alkot. Sokat utazott a Szovjetunió közép-ázsiai Köztársaságaiban, s mindenütt a kerámiaművészetet tanulmányozta. A későbbiekben a japán kerámia- és textilművészettel való találkozása gyakorolt nagy hatást alkotói tevékenységére.

## Munkássága
Pályájának első két évtizedében (1960–1980) a magyar népművészeti hagyományokra és a közép-ázsiai fazekasok munkásságára figyelve alakította ki saját egyéni expresszív stílusát. Első jeles, munkásságának addigi eredményeit összegző kiállítását a Csók István Galériában rendezték meg 1980-ban. Később megismerkedett a magastüzű anyagok, a samott és a porcelán használatával, leginkább a Kecskeméti Kerámiastúdióban és a Siklósi Alkotótelepek műhelyében. A fényképeknek a kerámiaművészettel való ötvözése és sómáznak, mint tartalmat kifejező anyagnak az alkalmazása is érvényre jutott az ő munkásságában, erős kísérletező kedv jellemezte már az 1970-es évek óta.
Új darabjait az Óbudai Galériában mutatta be az 1981-es A vonal című kiállításon, porcelánlapokból készített szobraival a Vallaurisi Nemzetközi Kerámia Biennálén szerepelt 1982-ben, itt ezüst éremmel jutalmazták munkáit. A fotográfia, a komputergrafika eszközeivel szürreális képzettársítások révén egy sajátos formavilágot jelenít meg, amely egyszerre tükrözi az ipari világ csodáját, rendjét, zűrzavarát és az emberi miszticizmust, esendőséget. Az 1990-es évek végén Utamaro japán fametsző és festőművész emlékére készített Utamari könnyei című sorozatában a művészet és a történelem nagy kérdéseit feszegeti, a műalkotásban megfogalmazható szabadság és a mindennapok kérdését veti fel. Portrészobrokkal, csellót formázó testszobrokkal jelentkezik a 2000-es évek óta, mintegy átlépve a kerámiaművészet határait.

## Kiállításai (válogatás)[2]

### Egyéni
- 1966 • Tornyai János Múzeum, Hódmezővásárhely
- 1969, 1971 • Savaria Múzeum, Szombathely
- 1973 • Mednyánszky Terem, Budapest
- 1975 • Gulácsy Galéria, Szeged
- 1977 • Doktor S. Művelődési Központ, Pécs • Zwinger, Kőszeg • Kemenesaljai Művelődési Központ, Celldömölk
- 1978 • Joanneum, Graz
- 1979 • Nádasdy-vár, Sárvár
- 1980 • Csók Galéria, Budapest • Magyar Intézet, Szófia
- 1982 • Galerie Rau, Hamburg • Úri u. Galéria, Budapest
- 1983 • Dorottya u. Galéria, Budapest
- 1984 • Művelődési Ház, Lenti
- 1985 • Keramik Studio, Bécs • Warlamis (Ausztria) • Galerie Sin'Paora, Párizs
- 1986 • Caen • Csikász Galéria, Veszprém
- 1987 • Művelődési Ház, Szekszárd • Rippl-Rónai Múzeum, Kaposvár • Etela Karjalan Taidemuseo, Lappenraanta (Finnország)
- 1988 • Szombathelyi Képtár, Szombathely
- 1990 • Art Council, Hilden (Németország)
- 1991 • Kelet-Európai Est, Műcsarnok, Budapest • Galerie Schiestl, Feldkirch (Ausztria)
- 1992 • Galerie Diehl, Overath (Németország)
- 1993 • Galerie Nölken, Leveste (Németország) • Galerie Hanna Diehl, Overath (Németország)
- 1994 • Vigadó Galéria, Budapest • Galerie Marienne Heller, Sandhausen
- 1995 • Parti Galéria, Pécs • Bark and Föhr GmbH, Wiesbaden
- 1996 • Püttlingen (Németország)
- 1997 • Dr. Weber-Gratzfeld Consulting GmbH, Königstein (Németország) • Városi Galéria, Körmend
- 1998 • Utamaro könnyei. Europa Zentrum, Graz • Parlament, Saarbrücken • Szombathelyi Képtár, Szombathely
- 2004 • Női vonal: Geszler Mária Garzuly porcelán művei és Bartoniek Anna fametszetei, festményei, Dorottya Galéria, Budapest
- 2006 •  Vitalitas Galéria, Szombathely
- 2009 • Keleti szél. Porcelán objektek - Geszler Mária Garzuly keramikusművész kiállítása és kimonó gyűjteményének bemutatója, Museion No. 1 Galéria, Budapest[3]
- 2011 Hang és forma - Geszler Mária kiállítása, Szombathelyi Képtár, Szombathely
- 2013 •  Rózsák tövis nélkül (Tóth Líviával közösen),   Vitalitas Galéria, Szombathely

### Csoportos
- 1968-1997 • Országos Kisplasztikai Biennále, Pécs
- 1968-1973 • Vasi Fiatal Képzőművészeti Csoportja, Szombathely
- 1968-1996 • Vas Megyei Tárlatok, Szombathely
- 1970, 1974 • Quadriennále, Erfurt
- 1974-1987 • Vasi Fiatal Képzőművészek Csoportja (Vasi Műhely kiállítása, Szombathely, Kőszeg, Körmend, Jánosháza, Répcelak, Bük)
- 1976 • Kortárs Magyar Iparművészeti kiállítás, Palazzo Durini, Milánó
- 1980 • Hét művész Vas megyéből, Miskolc • Kortárs Magyar Iparművészeti kiállítás, Galerie Sin'Paora, Párizs
- 1982 • Hannover
- 1982, 1983, 1984, 1990 • Nemzetközi Kerámiakiállítás, Vallauris (Franciaország)
- 1983 • Miniatűr Kerámia és Textilkiállítás, München
- 1984, 1994 • A. A. C. (Nemzetközi Kerámia Akadémia) kiállítása, Zürich
- 1986, 1989 • Nemzetközi Kerámiakiállítás, Mino (Japán)
- 1986, 1989 • Nemzetközi Kerámiakiállítás, Nyon (Svájc)
- 1988, 1990, 1993 • Nemzetközi Sómázas kiállítás, Koblenz
- 1988 • Kerámiaműhely kiállítása, Siklós
- 1990 • Európai kerámia, Auxerre • I. A. C. kiállítása, Edinburgh • VII. Dunántúli Tárlat, Somogyi Képtár, Kaposvár
- 1991 • Európai kerámia, Gualdo Tadino (Olaszország) • Nemzetközi Kerámia Biennálé, Averio (Portugália)
- 1992 • I. A. C. kiállítása, Isztambul • Nemzetközi kerámiakiállítás, Koblenz
- 1993 • Terra Csoport kiállítása, Siklós • Nemzetközi Kerámia Biennále, Averio (Portugália)
- 1994 • I. A. C. kiállítása, Prága • Terra Csoport kiállítása, Galerie Böwling, Hannover, Csontváry Terem, Pécs
- 1995 • Magyar Keramikusok Társasága, Csók Galéria • A Kecskeméti Nemzetközi Kerámiastúdió jubileumi kiállítása, Iparművészeti Múzeum, Budapest • Terra Csoport kiállítása, Klagenfurt
- 1996 • Mesterek Portréja, München, I. A. C. kiállítása, Saga City (Japán)
- 1997 • Terra Csoport kiállítása, Újpest Galéria, Budapest
- 2009 • RégióArt,[4] Savaria Múzeum, Szombathely
- 2011 • Forma - rendek, Magyar Képzőművészek és Iparművészek kiállítóhelye - Andrássy úti Galéria, Budapest

## Köztéri alkotásait cégtáblák jelzik
- 1967 • Szombathely, Mátyás Pince • Szombathely, Aréna utcai óvoda;
- 1970 • Kőszeg, Panoráma Hotel;
- 1976 • Szombathely, Gyermek- és Ifjúságvédő Központ;
- 1985 • Szombathely, Berzsenyi Ipari Szakközépiskola és Szakmunkásképző Iskola tanműhelye.

## Művei közgyűjteményekben
- Magyar Iparművészeti Múzeum, Budapest
- Joanneum, Graz
- Edinburgh
- Saga Mino M., (Japán)
- Szombathelyi Képtár, Szombathely
- Tullie House (Egyesült Királyság)
- Zsolnay Múzeum, Pécs
- Westervald Museum (Németország).

## Társasági tagság
- Terra Csoport;
- Nemzetközi Kerámia Akadémia;
- Hot off the Press (Egyesült Királyság) tagja.

## Díjak, elismerések (válogatás)
- Munkácsy Mihály-díj (1979);
- Prix de l'Atelier des Metiers d'Art Vallauris (1984);
- Bajor Állami díj (1985);
- Gádor István-díj (1995);
- Vas megye Díja (1998).
- Mino III. díj (Japánból, 2002);
- Mino Kitüntető oklevél (Japánból, 2005)
- Szalai László Gádor-díj (2009)
- Kossuth-díj (2018)